# Усть-Изыкчуль
Усть-Изыкчуль — деревня в Ужурском районе Красноярского края России. Входит в состав Крутоярского сельсовета.

## География
Деревня расположена в 25 км к северу от районного центра Ужур.

## Население
| 2010 |
| ---- |
| 414  |